# Zadni Jastrzębi Kopiniak
Zadni Jastrzębi Kopiniak lub Zadni Kopiniak (słow. Zadný kopiniak, niem. Hinterer Rotseekopf, węg. Hátsó-Vöröstavi-púp) – turnia w słowackiej części Tatr Wysokich o wysokości 2255 m. Znajduje się w zachodniej części Jastrzębiej Grani i jest najdalej wysuniętym na zachód z trzech Jastrzębich Kopiniaków. Od Małego Kołowego Szczytu na zachodzie jest oddzielony Zadnim Jastrzębim Karbem, natomiast od Pośredniego Jastrzębiego Kopiniaka na wschodzie – Pośrednim Jastrzębim Karbem.
Jastrzębia Grań rozdziela dwie doliny należące do systemu Doliny Kieżmarskiej: Dolinę Jagnięcą na północy i Dolinę Jastrzębią na południu. Ściana północna przypomina charakterem północną ścianę sąsiedniego Małego Kołowego Szczytu. Ściana południowa ma ponad 200 m wysokości i jest płytowym urwiskiem, przeciętym w dolnej części ukośną Pośrednią Kopiniakową Drabiną.
Na Zadniego Jastrzębiego Kopiniaka, podobnie jak na inne obiekty w Jastrzębiej Grani, nie prowadzą żadne znakowane szlaki turystyczne. Najdogodniejsza droga dla taterników wiedzie na szczyt z Zadniego Jastrzębiego Karbu, w ścianie południowej wytyczono natomiast drogi o trudności co najmniej V+ w skali UIAA.
Pierwsze wejścia:
- letnie – P. Geruska, Gyula Gretzmacher, Alfréd Grósz i R. Krémusz, 23 lipca 1905 r.,
- zimowe – Jadwiga Honowska, Zofia Krókowska i Jan Alfred Szczepański, 5 kwietnia 1928 r.[2]